# Standard terminal arrival route
Een standard terminal arrival route, of kortweg STAR, is een gepubliceerde route, die een vliegtuig dat vliegt op een Instrument flight rules (IFR) vliegplan opgelegd kan krijgen door de luchtverkeersleiding, vlak voordat het de nadering aan een luchthaven begint. De gehele procedure (aanvliegpunten, voorgeschreven hoogtes en meestal ook snelheden) ligt dan vast. 

## Beschrijving

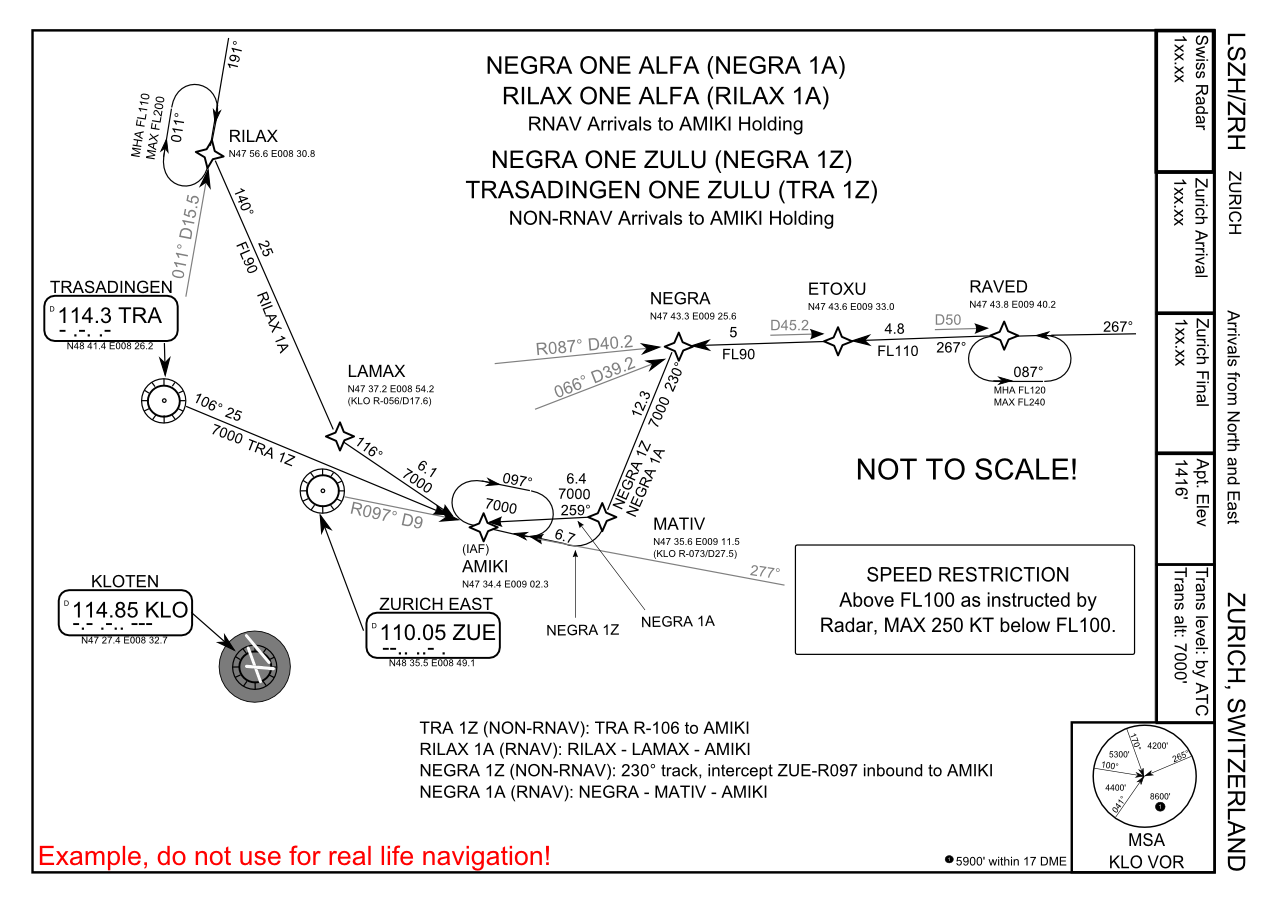
STAR van de Luchthaven Zürich

Een STAR beslaat het laatste gedeelte van de vlucht, gewoonlijk vanaf het "top of descent" en volgt meerdere waypoints tot aan het begin van de "final approach" naar de landingsbaan waarop geland gaat worden. Een typische STAR bestaat uit één of meerdere startpunten, de transities, van waaruit de procedure kan worden gestart, afhankelijk vanuit welke richting of vanaf welke luchtweg men komt. Vanaf zo'n transitie kan het vliegtuig via een vastgelegde route naar een punt dicht bij de luchthaven vliegen, van waaruit men weer een initial approach kan vliegen of het vliegtuig wordt vanaf de transitie "gevectored"(koersopdrachten van de verkeersleiding) naar de final approach.
Niet alle luchthavens hebben gepubliceerde STARs, maar de meeste vliegvelden hebben één of meerdere STARS. 
Om STARs van elkaar te scheiden wordt er een naam en soms een nummer en/of letter aan toegekend. Op Schiphol kent men bijvoorbeeld de Norku 2B arrival, komende vanuit het oosten van het land.
Een STAR kan voor één landingsbaan gelden, maar kan ook voor meerdere banen gelden. 
Niet alle STARs zijn bedoeld voor IFR-vluchten. Soms wordt er ook een STAR gepubliceerd voor visuele approaches. Hierbij worden dan duidelijk zichtbare punten op de grond gebruikt, in plaats van waypoints of radiobakens.
STARs kunnen zeer gedetailleerd zijn (zoals vaak het geval is in Europa), zodat verkeersvliegers geheel op eigen houtje de nadering kunnen vliegen, waarvoor de luchtverkeersleiding hen toestemming heeft gegeven geklaard. Soms zijn ze vrij summier (zoals in de Verenigde Staten), maar worden er extra instructies gegeven door de luchtverkeersleiding. 
Een IFR STAR sluit aan op de eindnadering naar een luchthaven, bijvoorbeeld een Instrument landing system, zodat het pad van het vliegtuig van kruishoogte tot de landing vastgelegd kan worden.